# مارك ليندسي
مارك ليندسي (بالإنجليزية: Mark Lindsay)‏ (6 مارس 1955 في المملكة المتحدة - ) هو لاعب كرة قدم بريطاني في مركز الوسط. لعب مع سان خوسيه إيرثكويكس وكريستال بالاس وسان خوزيه إيرث كويكس وجاكسونفيل تي من ‏ ولوس أنجلوس لايزرز وHouston Summit ‏ وكاليفورنيا سيرف ‏ وتامبا باي راوديز وهيوستن هوريكاينز ‏ وبالتيمور بلاست ‏ وBaltimore Blast ‏ وCeltic FC America ‏.